# علی کاظمی (بازیگر)
علی کاظمی (زاده ۱۲ فروردین ۱۳۴۵ در تهران) بازیگر تئاتر،سینما و تلویزیون ایران است.

## فعالیت هنری
کاظمی فعالیت هنری خود را از سال ۱۳۶۷ در تئاتر آغاز کرد،کاظمی مدتی در کار پشت صحنه کار می کرد تا اینکه دوباره به بازیگری بازگشت.کاظمی در سال ۱۳۸۴ با سریال شب های برره در نقش بگوری به شهرت رسید.

## سریال
- بوقچی (۱۴۰۳–۱۴۰۲
- نیسان آبی (۱۴۰۲-۱۴۰۰)
- وضعیت زرد (۱۴۰۱)
- بی همگان (۱۴۰۱)
- خندیل (۱۴۰۱)
- کلبه عمو پورنگ (۱۴۰۰)
- دیو و ماه‌پیشونی[۶] (۱۴۰۰)
- صفر بیست و یک (۱۳۹۹)
- آینه درون (۱۳۹۲)
- مسیر انحرافی[۷] (۱۳۹۰)
- موج و صخره (۱۳۸۹)
- به کجا چنین شتابان[۸] (۱۳۸۷)
- مرگ تدریجی یک رویا (۱۳۸۶)
- جایزه بزرگ (۱۳۸۴)
- شب های برره [۹](۱۳۸۴)
- پاورچین (۱۳۸۱)
- روزهای آرزو (۱۳۸۰)

## سینما
- کهکشان (۱۴۰۲)
- ارثیه فامیلی [۱۰](۱۴۰۰)
- پیشی میشی (۱۳۹۸)
- بابا سیبیلو[۱۱] (۱۳۹۸)
- شهر خاکستری (۱۳۹۸)
- زنده باد خودم (۱۳۹۷)
- لازانیا(۱۳۹۶)
- آوار(۱۳۹۶)
- سه بیگانه[۱۲] (۱۳۹۵)
- حس خوب زندگی (۱۳۹۵)
- باورم کن (۱۳۹۳)
- سکه (۱۳۹۳)
- آنچه مردان درباره زنان نمی‌دانند (۱۳۹۲)
- خنده در باران [۱۳](۱۳۹۰)
- آژانس ازدواج (۱۳۸۹)
- میش (۱۳۸۸)
- نابغه (۱۳۸۶)
- تلافی[۱۴] (۱۳۸۶)
- هرچی تو بخوای (۱۳۸۵)
- پارک وی (۱۳۸۵)
- توکیو بدون توقف (۱۳۸۱)